# 法國國鐵BB 16000型電力機車
BB 16000型电力机车是法国电气牵引设备公司（MTE）为法国国家铁路公司设计制造的一种干线电力机车，适用于供电制式为25千伏工频单相交流电的电气化铁路，1958年至1963年间累计生产了62台。BB 16000型机车以BB 9200型机车为基础，采用交—直流电传动、引燃管整流、高压侧调压，其中BB 16012号机车试验了硅整流器。